# Ilana Eliya
Ilana Eliya (hebreiska: אילנה אליה), född 24 april 1955 i Jerusalem, är en israelisk sångerska av kurdisk härkomst.

## Biografi
Ilana Eliyas familj kom ursprungligen från irakiska Kurdistan och immigrerade till Jerusalem kort under Operation Esra och Jeremia, kort efter att Israel grundades. Under barndomen påverkades hon starkt av sin fars musikaliska och poetiska verksamhet. Hon kom tidigt i kontakt med kurdisk musik och utvecklade ett intresse för musik.
Som tonåring fanns det inga möjligheter för henne att få en musikutbildning i östra Jerusalem. Därför skickade hennes föräldrar henne till YMCA, där hon sjöng arior och studerade religiösa skrifter.
Vid den tiden fokuserade hon främst på judisk religiös musik. Kort därefter påbörjade hon studier i etnologi och blev allt mer intresserad av sina kurdiska rötter. Senast efter sin fars död 1988 fördjupades hennes intresse för kurdisk musik, vilket ledde till att hon inledde sin musikaliska karriär vid 37 års ålder.

## Musikstil
Ilana Eliyas stil är en blandning av kurdisk folkmusik och israelisk världsmusik. Hon sjunger ofta traditionella kurdiska sånger på ett nytt sätt med inslag från den israeliska musikscenen, vilket har gett hennes stil en särprägel inom kurdisk musik. I  Eliyas och hennes bands musikaliska uttryck flyter orientaliska och västerländska stilar samman; både kurdiska och israeliska musikaliska influenser är tydligt närvarande.

## Musikaliskt skapande
År 1992 släppte Eliya sitt första soloalbum med titeln Jabaliyo (från det kurdisk-arabiska ordet cebel, som betyder “bergens son”). Det speciella med detta album är att alla låtar spelades in med klassiska instrument utan efterbearbetning. Många av de sånger hon framför har rötter i den kurdiska folkmusiken, men tolkas i hennes egen stil. Eliyas sånger innehåller ofta politiska budskap, såsom frihet för Kurdistan och kvinnors frigörelse, medan andra sånger handlar om kärlek och livsglädje – något som särskilt förmedlas genom hennes röst och sätt att sjunga.

## Album
- 1992 – Jabaliyo
- 1996 – Ilana Eliya